# Kryptofaschismus
Kryptofaschismus (auch: Krypto-Faschismus; von griechisch κρυπτός, kryptós, „verborgen“ oder „geheim“, und italienisch fascismo, „Faschismus“) ist ein abwertend gebrauchter Begriff, mit dem politische Strömungen bezeichnet werden, deren Anhänger nach außen ein Image des rechten Randes oder sogar des Konservatismus pflegen, während sie ihre Unterstützung der Ideen und des Habitus des Faschismus geheim halten. Es liegt in der Natur eines geheimgehaltenen Wertesystems, dass sich niemand offen dazu bekennt. Dementsprechend ist der Nachweis von Kryptofaschismus schwierig bis unmöglich, entsprechende Anschuldigungen verlieren sich daher oft in Spekulationen bis hin zu Verschwörungstheorien.
Typisch für Krypto-Faschismus ist die Kommunikation über Codes, die nur Eingeweihten bekannt sind. In diesem Zusammenhang wird von Hundepfeifen gesprochen.

## Begriffsgeschichte
Der Begriff Kryptofaschismus oder kryptofaschistisch wird meist synonym zu Krypto-Nazi(ismus) gebraucht, d. h., er steht für eine geheime Unterstützung der Ideen des Faschismus im weiteren Sinne, der auch den Nationalsozialismus miteinschließt. Der Begriff Kryptofaschismus ist also gerade nicht auf eine geheime Unterstützung des Faschismus im engeren Sinne – nämlich des Italienischen Faschismus – beschränkt.
Das Bedürfnis zur Geheimhaltung einer Unterstützung faschistischer Ideen entstand durch die komplette Desavouierung dieser Ideologie infolge der Entfesselung des Zweiten Weltkriegs und der Ermordung der europäischen Juden. So wurde der Begriff „crypto-fascist“ in der New York Times erstmals im November 1943 erwähnt, also nach dem Kriegseintritt der USA an der Seite der Anti-Hitler-Koalition. Der katholische Bischof von Florida, Joseph Patrick Hurley (1894–1967), nannte die Entlassung von Francis E. McMahon durch die University of Notre Dame als ein Nachgeben gegenüber dem Druck von Kryptofaschisten. Hurley war früh gegen eine Tolerierung von Nazi-Deutschland aufgetreten, McMahon hatte öffentlich Franco, Charles Lindbergh, Joseph P. Kennedy und andere Isolationisten angegriffen.
In Deutschland benutzte Theodor W. Adorno als einer der ersten den Begriff des Kryptofaschismus, so 1963 in Der getreue Korrepetitor. Auch in seinen Radiokommentaren und seiner Musikkritik operierte er mit dem Begriff.
Im allgemeinen Sprachgebrauch in den USA erreichte der Begriff des Kryptofaschismus 1968 eine breitere Bekanntschaft, als Gore Vidal in einem Fernsehstreitgespräch seinen Debattengegner William F. Buckley, Jr. als „pro-crypto-Nazi“ bezeichnete. Buckley bezeichnete Vidal daraufhin als „Queer“ und drohte ihm bei laufender Kamera Schläge an, sollte dieser ihn noch einmal als „crypto-Nazi“ bezeichnen. Später korrigierte Vidal sich dahingehend, dass er „crypto-fascist“ gemeint habe. Um diesen Schlagabtausch entspann sich in Folge ein Streit zwischen Buckley und Vidal, der teilweise auch vor Gericht ausgetragen wurde.